# A Era dos Impérios
A Era dos Impérios: 1875-1914 é um livro de autoria do historiador e cientista social inglês Eric Hobsbawm, publicado originalmente em 1987. É o terceiro livro da trilogia sobre o "longo século XIX" termo cunhado por Hobbsbawn sobre o período de 125 anos (entre 1789 e 1914) que condensou as mudanças que moldaram o mundo contemporâneo como o conhecemos. Ele é precedido por A era das Revoluções: 1789-1848 e A era do Capital: 1848-1875. Um quarto livro, Era dos Extremos: o breve século XX, 1914–1991 funciona como uma sequencia da trilogia.

## Temas
Neste livro, Hobsbawm problematiza o período 1875-1914, marcado segundo o autor pela predominância de grandes potências imperiais ou colonialistas, traçando uma análise dos anos que definiram o mundo no século XX, quando um longo período de paz, expansão capitalista e dominação europeia desembocou em guerra e crise. Também é um período importante para a cultura e as artes, sendo o período em que se destacam: Freud, Einstein, Schönberg, Picasso, entre outros. Hobsbawn integra a cultura, a política e a vida social das décadas que antecederam à Primeira Guerra Mundial, construindo uma interpretação inovadora. 
O período da era dos impérios (1875-1914), é crucial não apenas para o desenvolvimento da cultura moderna. Também deu margem a debates acalorados na área da história. anos que precederam 1914: sobre o imperialismo, sobre o desenvolvimento dos movimentos trabalhistas e socialistas, sobre o problema do declínio econômico britânico, sobre a natureza e a origem da Revolução Russa, e principalmente, sobre os motivos que levaram à Primeira Guerra Mundial - para citar apenas alguns. Para Hobsbawm, a era dos impérios não é apenas a belle époque, tantas vezes estilizada através de uma névoa dourada pelo cinema e pela televisão; não é o "paraíso perdido" que eventos como a guerra mundial e a revolução na Rússia teriam enterrado no passado. O autor nos mostra que o quadro que precedeu 1914 ainda nos serve de refêrencia na produção cultural erudita do século XX, nas ciências, na tecnologia, e na área das comunicações, o surgimento dos esportes de massa, inicialmente tendo um importante papel ideológico e de classe, e no progresso do processo de emancipação da mulher (este muito concentrado nas mulheres de classe media dos países centrais do capitalismo). Acima de tudo, Hobsbawm nos apresenta a era dos impérios como um período marcado por e dominado por contradições inerentes ao seu avanço e que, graças a elas "bem ou mal, desde 1914 o século da burguesia pertence a História".

## Lista de capítulos
1. A revolução centenária
2. Uma economia mudando de Marcha
3. A era dos impérios
4. A política da democracia
5. Trabalhadores do mundo
6. Bandeiras desfraldadas: nações e nacionalismo
7. Quem é quem ou as incertezas da burguesia
8. A nova Mulher
9. As Artes transformadas
10. Certezas solapadas: as ciências
11. Razão e sociedade
12. Rumo a revolução
13. Da paz à guerra

## Refêrencias
The Age of Empires 1875-1914 - Eric Hobsbawm
HOBSBAWM, Eric. A era dos Impérios. 31ª edição. São Paulo: Paz & Terra. 2022